# IC 1500
IC 1500 ist eine Spiralgalaxie vom Hubble-Typ S im Sternbild Fische auf der Ekliptik. Sie ist schätzungsweise 450 Millionen Lichtjahre von der Milchstraße entfernt und hat einen Durchmesser von etwa 65.000 Lj.

Im selben Himmelsareal befinden sich u. a. die Galaxien NGC 7696, NGC 7704, NGC 7705, NGC 7706.
Das Objekt wurde am 9. Oktober 1891 vom französischen Astronomen Stéphane Javelle entdeckt.